# Rettungsschlauch

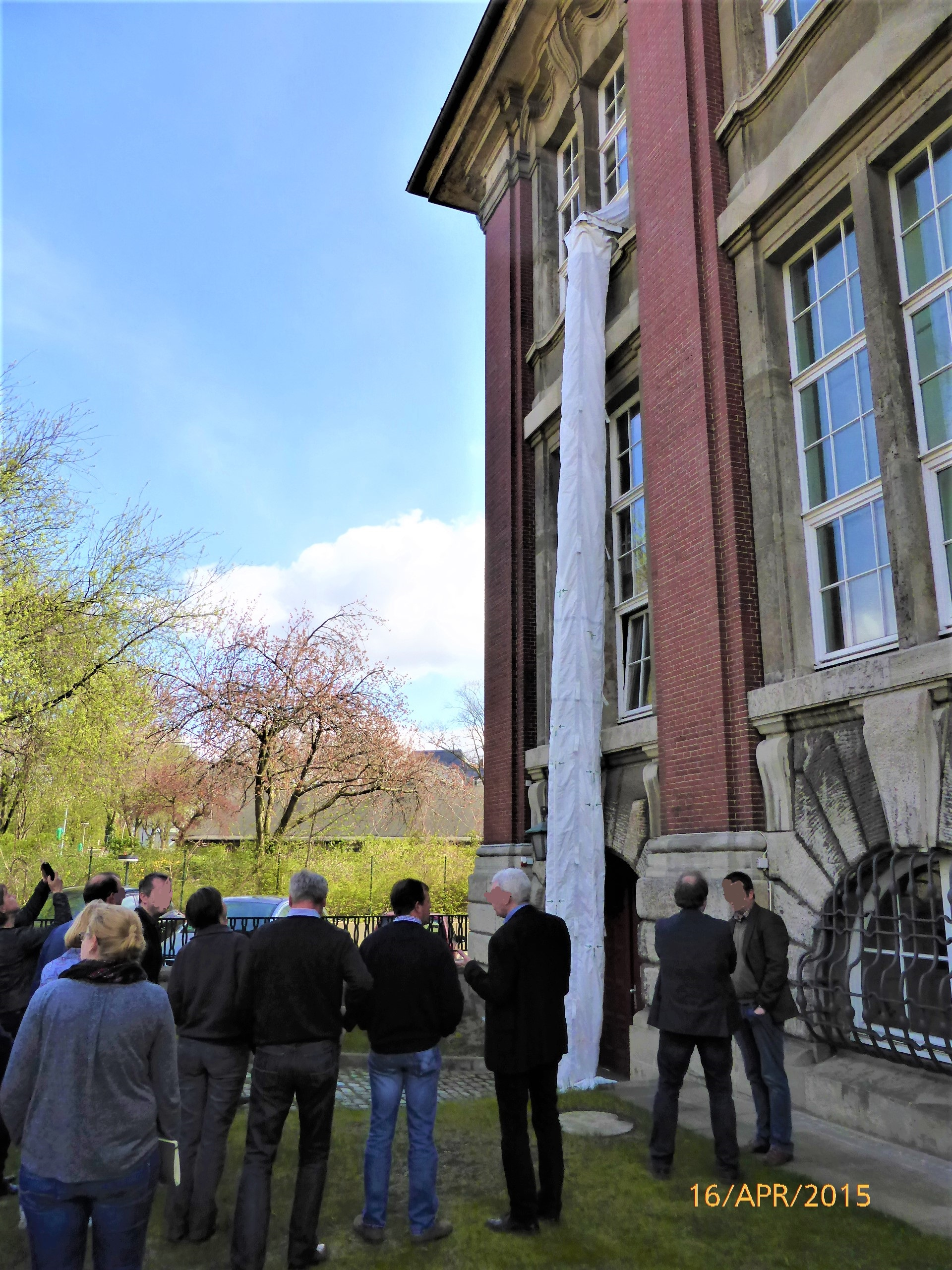
Rettungsschlauch bei einer Probevorführung in Hamburg (2015)

Ein Rettungsschlauch ist ein Hilfsmittel zur Evakuierung von Personen aus größeren Höhen, wie zum Beispiel aus oberen Etagen eines Gebäudes im Brandfall oder bei ähnlichen Notsituationen.

## Beschreibung und Funktionsweise
Rettungsschlauch-Systeme können als alternativer Fluchtweg für Personen fest in Gebäuden installiert werden. Zusammengefaltet beansprucht die Vorrichtung, die unter dem Fluchtfenster oder einer Balkonbrüstung in einem verschlossenen Kasten aufbewahrt wird, etwa einen Kubikmeter Platz. Im Notfall wird der Kasten geöffnet, um das Schlauchpaket nach außen senkrecht auszuwerfen.
Es gibt auch mobile Rettungsschläuche, die z. B. bei einem Feuerwehreinsatz mit der Drehleiter oder dem Teleskopmast außen am Fluchtfenster angesetzt werden.
Der Rettungsschlauch besteht außen aus feuerfestem Material. Im Inneren der Hülle befindet sich eine Rutschbahn, die bei den in Deutschland gängigen Produkten spiralförmig ausgebildet ist. Steigt eine Person in den Schlauch, rutscht sie in der Spirale, gebremst durch das Gewebe des Schlauchs, langsam und sicher senkrecht nach unten. Als sich zeigte, dass eine Rechtsdrehung den meisten Testpersonen Probleme bereitete, wurden die Textilbahnen so genäht, dass man sich gegen den Uhrzeigersinn abwärtsschraubt. Rettungsschläuche werden in Höhen von ca. 2 m bis über 100 m eingesetzt. Aus einer Höhe von beispielsweise 30 Metern können sich acht bis zehn Personen in zwei Minuten selbst evakuieren. Durch das undurchsichtige Material wird die Höhe nicht bewusst wahrgenommen. Auch der Einsatz zur Evakuierung von nicht-mobilen Personen ist möglich. Denn Personen, die gemeinhin bei Evakuierungen als Problemfälle gelten, wie Kranke, Körperbehinderte oder Bewusstlose, brauchen für die Flucht durch den Rettungsschlauch nur Helfer oben am Einstieg und werden einfach in die Rutschbahn geschoben.
Vertikale Spiralschläuche sowie vereinzelt auch Schrägschläuche werden seit den 1990er Jahren z. B. in Kindertagesstätten und Krippen, Schulen, Verwaltungsbauten, Sonder- und Turmbauten eingesetzt. Auch für denkmalgeschützte Gebäude sind Rettungsschläuche als zusätzlicher Rettungsweg im Einsatz. Sie sind optisch viel diskreter als angebaute Fluchttreppenhäuser, weil sie nur im Ernstfall in Erscheinung treten. Die Baugenehmigung als zulässiger zweiter Rettungsweg wird jedoch verschiedentlich von Bauordnungsämtern versagt.

## Sonstiges
Die ersten Rettungsschläuche wurden in den 1980er Jahren entwickelt. Das Prinzip entstand bereits im 19. Jahrhundert, wobei man ursprünglich vom Gebäude weggezogene Schläuche einsetzte, so dass die Nutzer ähnlich wie auf einer Rutsche schräg herunterrutschten. Das Prinzip der Schrägschläuche wird vereinzelt heute noch angewendet.
Weit verbreitet sind Rettungsschläuche als Marine Evacuation System (MES) zur Notevakuierung bei Schiffen.
Ein weiteres Rettungsschlauch-System besteht aus einem Kammersystem, bei dem das Evakuieren ebenfalls ohne eigenes Zutun erfolgt. Die Entwicklung der TU Chemnitz konnte sich im Markt nicht durchsetzen.

Galerie
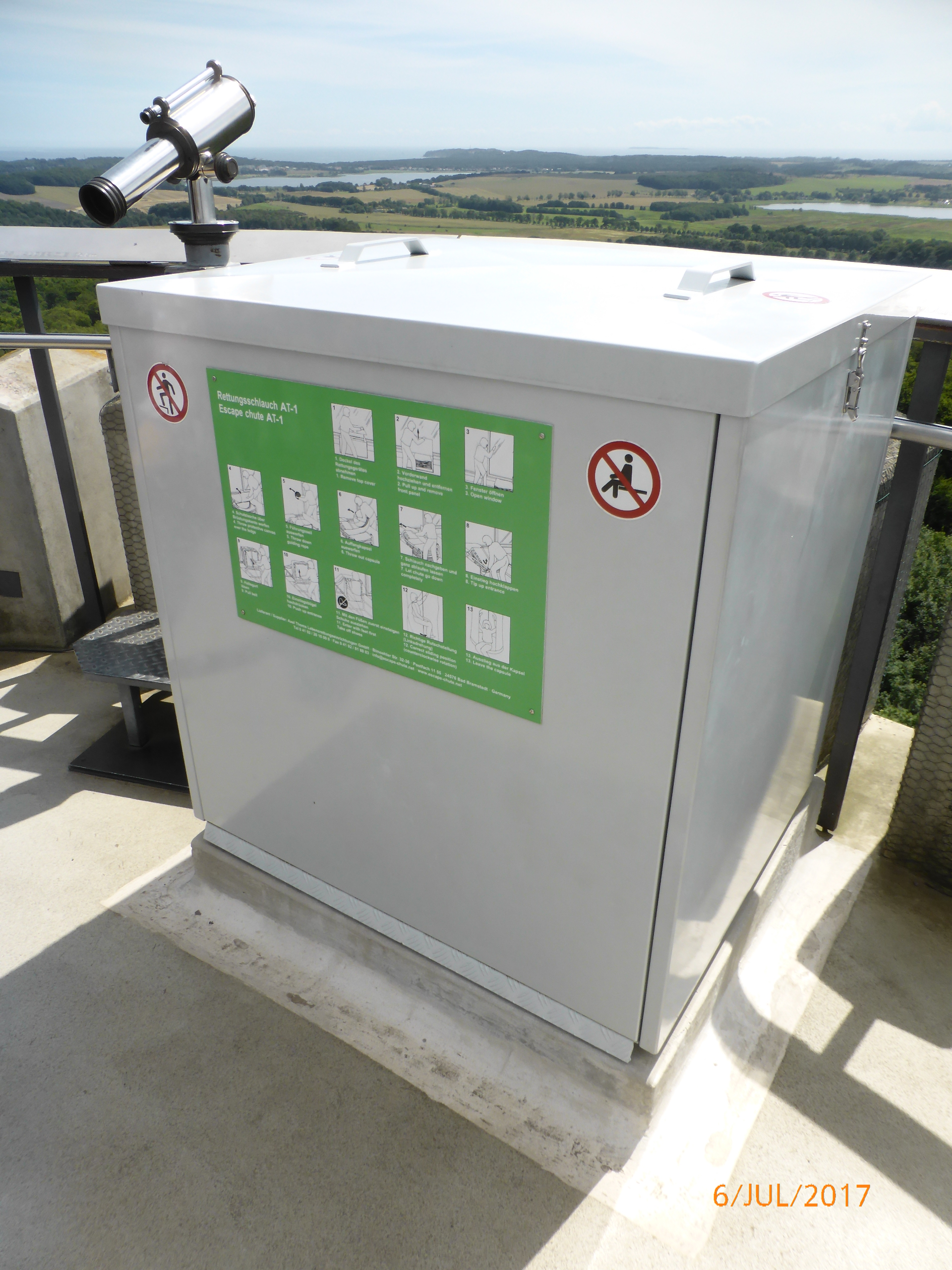
Rettungsschlauch-Kasten mit Bedienungsanleitung auf der Turmplattform des Jagdschlosses Granitz
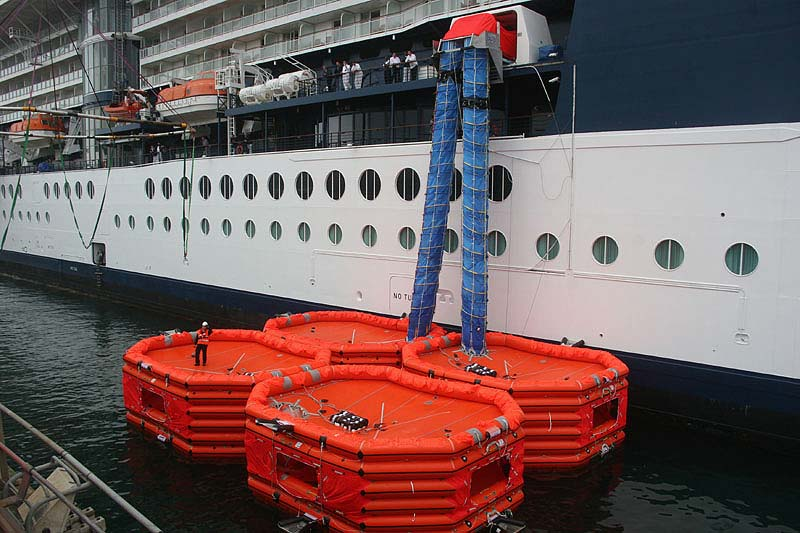
Blaue Rettungsschläuche führen von  einem Kreuzfahrtschiff zu aufblasbaren Rettungsinseln
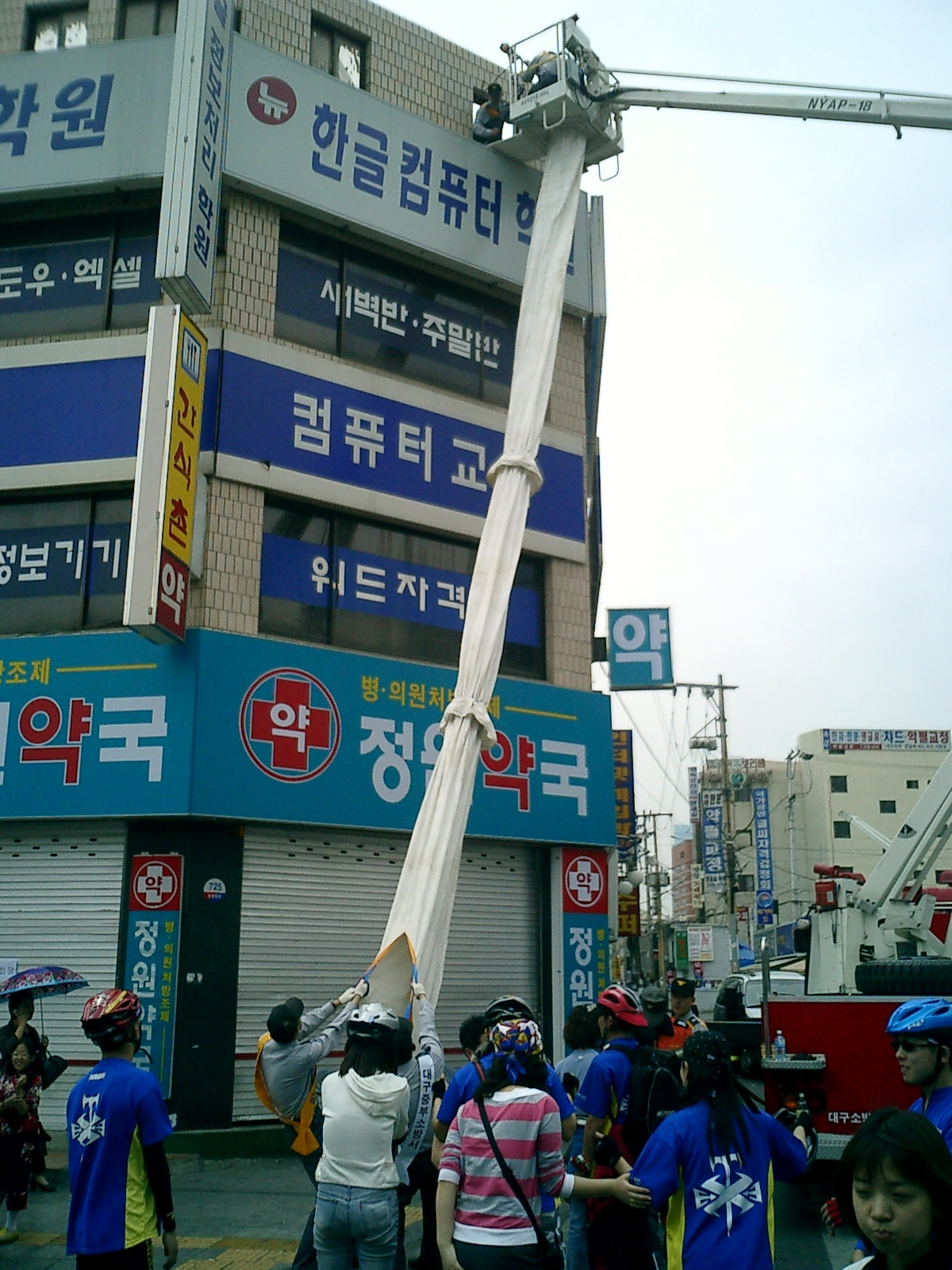
Einsatz eines mobilen Rettungsschlauches durch die Feuerwehr in Südkorea
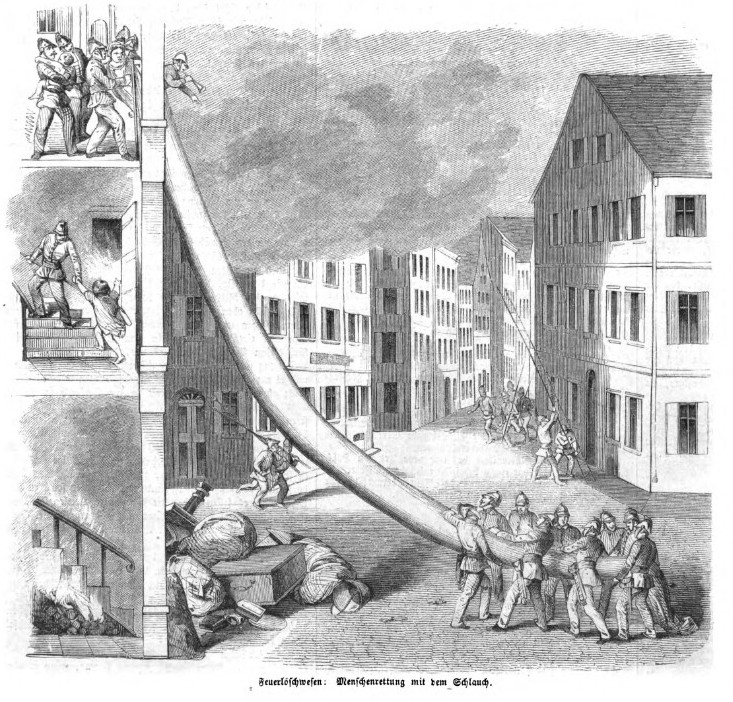
Historische Verwendung eines Rettungsschlauchs zur Personenrettung im Feuerlöschwesen (England, 1850)